# Садовый (Кинель-Черкасский район)
Садовый — поселок в Кинель-Черкасском районе Самарской области, относится к сельскому поселению Красная Горка. 

## География
Находится на расстоянии примерно 17 километров по прямой на северо-запад от районного центра села Кинель-Черкассы.

## Население
Постоянное население составляло 6 человек (русские 67%, казахи 33%) в 2002 году, 6 в 2010 году.